# SUGT1
SUGT1‏ (SGT1 homolog, MIS12 kinetochore complex assembly cochaperone) هوَ بروتين يُشَفر بواسطة جين SUGT1 في الإنسان.